# Arnfast
Arnfast war im 13. Jahrhundert ein Abt des Ryd-Klosters im Herzogtum Schleswig.

## Leben
Nach dem Tod von Bischof Peder IV. kam es zu einem erbitterten Streit um die Bischofswahl. Nachdem alle kanonischen Wahlmethoden ergebnislos angewendet worden waren, weihte der Erzbischof Jakob Erlandsen den Abt Arnfast zum Bischof von Arhus. Letztlich hatten sechs Mitglieder des Kapitels für ihn und sechs für Magister Tyge gestimmt. Seine Wahl wurde jedoch von Königin Margarete Sambiria abgelehnt, da er des Mordes an König Christoph I. von Dänemark verdächtigt wurde. Marschall Johannes Kalv suchte daher nach ihm und war mehrmals im Kloster Øm, wo er erklärte, dass er Arnfast ergreifen und verhaften wolle. Die Chronik versichert, dass er nicht in Øm gewesen sei, obwohl er vor dieser Zeit dort angekommen sein und während der Wahlen dort gewesen sein muss. Später wurden die Brüder beschuldigt, ihn dort versteckt zu haben. In der Chronik des Klosters wird er als ein umsichtiger und gebildeter Mann adeliger Abstammung beschrieben.
In einem Brief des Papstes aus dem Jahr 1264 wurde Erlandsen gerügt, weil er Arnfast, einen offensichtlichen Feind von König Erik, in das Bischofsamt gewählt hatte. Dieser kam nie in den Besitz des Bistums, da Papst Alexander IV. einen anderen, nämlich Tyge, ausgewählt hatte. Arnfast blieb Abt des Ryde-Klosters, lebte aber nicht mehr lange, da 1263 bereits ein anderer Abt in den Dokumenten auftaucht. Es wurde behauptet, er habe dem Vater des Königs über mehrere Tage Gift verabreicht. Erst im 16. Jahrhundert wurde erzählt, dass Arnfast König Christoph mit dem Wein beim Abendmahl vergiftet habe. In dieser Form erschien es erstmals in der lateinischen Version der Geschichte Dänemarks von Hans Svaning (1503–1584).